# Władysław Tybura

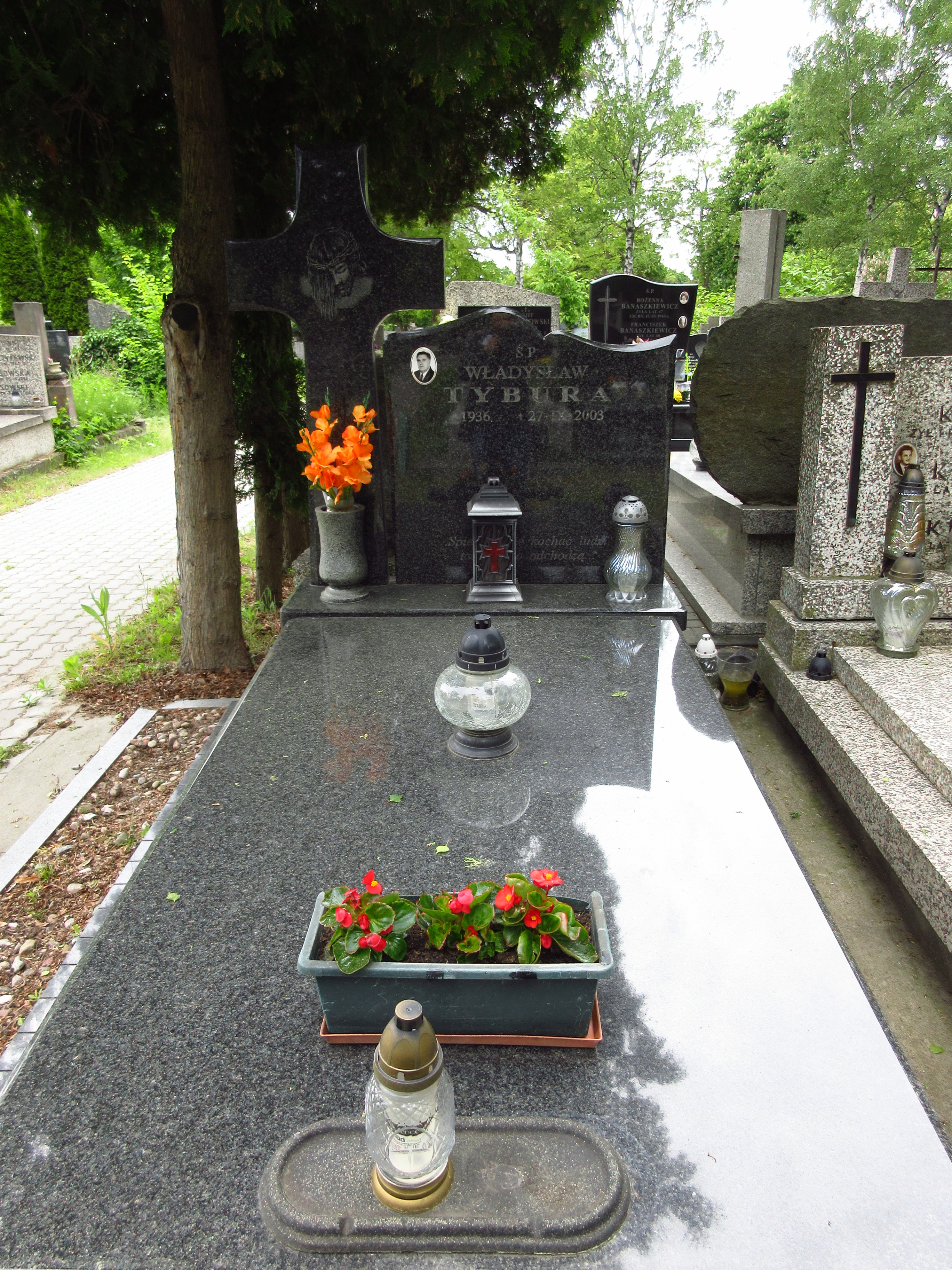
Grób Władysława Tybury na cmentarzu Bródnowskim

Władysław Tybura (ur. 1936, zm. 27 września 2003) – polski dziennikarz, współtwórca Europejskiej Wyższej Szkoły Prawa i Administracji (EWSPA).
Był wieloletnim dziennikarzem "Trybuny Mazowieckiej" oraz "Życia Warszawy", gdzie był twórcą dodatku "Historia i Życie". Twórca  i redaktor naczelny "Gazety Sądowej". 
Pochowany na cmentarzu Bródnowskim (kw. 47H, rząd I, grób 31).